# Каладзе, Каха
Кахабе́р (Каха) Карлович Кала́дзе (груз. კახაბერ (კახა) კარლოს ძე კალაძე; род. 27 февраля 1978, Самтредиа, Грузинская ССР, СССР) — грузинский политик и футболист, мэр Тбилиси с 13 ноября 2017 года. Член политического совета и генеральный секретарь политической партии «Грузинская мечта», бывший вице-премьер-министр (2012—2017) и министр энергетики (2012—2016; 2016—2017) Грузии.
Играл на позиции защитника в тбилисском и киевском «Динамо», «Милане» и «Дженоа». Был признан лучшим футболистом Грузии в 2001—2003 и 2006 годах и считается одним из лучших футболистов в истории страны.
Каладзе начал свою футбольную карьеру в 1993 году, выступая за тбилисское «Динамо», где за пять лет провёл 82 игры и выиграл при этом пять титулов чемпиона Грузии. В 1998 году он перешёл в киевское «Динамо», где трижды становился чемпионом Украины и также 3 раза выигрывал кубок страны. За «Динамо» Каха провёл 71 матч до 2001 года, когда он был подписан итальянским «Миланом». С «Миланом» он выиграл один чемпионат Италии, два раза становился победителем Лиги чемпионов, по одному разу становился победителем Суперкубка УЕФА и Клубного чемпионата мира. Летом 2010 года Каладзе перешёл в клуб «Дженоа» на правах свободного агента. За 2 года в «Дженоа» он сыграл 56 матчей и забил 2 гола. 12 мая 2012 года Каха объявил о завершении карьеры.
На протяжении 15 лет выступал в составе национальной сборной Грузии. Был капитаном команды в 50 матчах из 84. Каладзе объявил о своём уходе из сборной 11 декабря 2011 года.
Каладзе является единственным грузинским футболистом, который дважды выигрывал Лигу чемпионов.

## Клубная карьера

### Ранняя карьера
Каха родился 27 февраля 1978 года в грузинском городе Самтредиа. Играть в футбол он начал уже с самого детства. Отец Кахи, Карло Каладзе, также был футболистом, выступал за команду «Локомотив», а впоследствии стал руководителем этого коллектива. Свою футбольную карьеру Каха начал с 11 лет в составе юношеской команды своего города (где его отец был президентом), играя на позиции нападающего (тренер — Вано Курулашвили), пока бывший футболист сборной СССР Давид Кипиани не попросил Каху присоединиться к тбилисскому «Динамо». В сезоне 1993/94, в 16 лет, Каладзе дебютировал в тбилисском «Динамо». Уверенная игра позволила ему на протяжении четырёх сезонов оставаться основным защитником столичного клуба. В «Динамо» (Тбилиси) он сыграл в 82 играх лиги и забил один гол.
В начале 1998 года Каладзе перебрался в Киев, в команду Лобановского. За трансфер игрока было отдано всего 280 тысяч долларов. За 2,5 года в «Динамо» Каладзе сыграл в 63 матчах и стал основным защитником клуба. Каладзе также появился в обоих матчах полуфинала Лиги чемпионов 1998/99 против «Баварии», в котором киевское «Динамо» потерпело поражение 4:3 по сумме двух матчей. На пути к полуфиналу, они обыграли такие команды, как «Реал Мадрид» и «Арсенал». Каладзе выиграл восемь чемпионских титулов подряд во время своего пребывания в «Динамо» (Тбилиси) и «Динамо» (Киев).

### «Милан»
С января 2001 — Каладзе игрок итальянского «Милана». За защитника было заплачено 16 млн €, таким образом, он стал самым дорогим футболистом Грузии в истории.
Я всегда мечтал играть за топ-клуб за границей, но я мог бы остаться в Киеве, получить травму, и всё бы для меня закончилось. Вот почему я попросил президента «Динамо», Григория Суркиса, выставить меня на трансфер.Каладзе после травмы Герасименко
В сезоне 2002/03 он провёл 46 матчей во всех соревнованиях, включая 27 матчей в Сериа А. В том же году «Милан» выиграл Лигу чемпионов, победив в финале «Ювентус» по пенальти (несмотря на то, что Каладзе не сумел реализовать свой удар) и кубок Италии, победив «Рому» в финале. Таким образом он стал первым грузинским игроком, который выигрывал Лигу чемпионов.
Каладзе сыграл только в шести матчах чемпионата в сезоне 2003/04. В следующем сезоне Каладзе сыграл в 19 матчах серии А и в пяти в Лиге чемпионов, а «Милан» занял второе место в обоих турнирах. Он остался на скамейке запасных в финале Лиги чемпионов, где «Милан» потерпел поражение по пенальти от «Ливерпуля» после ничьи 3:3 в основное время.
Каладзе часто выражал недовольство в связи с тем, что он не попадал в стартовый состав, появились слухи о его возможном переходе в «Челси», в обмен на Эрнана Креспо. Сам Каладзе сказал: «Я согласился с руководством „Челси“. Сейчас надо ждать их, чтобы достичь соглашения с „Миланом“, я думаю, что могу стать игроком „Челси“ уже на следующей неделе.» Но Челси решил подписать Дель Орно, а Каладзе позже рассказал, что «рад» срыву сделки. 30 июня 2005 года он продлил контракт с «Миланом» до 2010 года. В сезоне 2005/06 Паоло Мальдини получил травму, что означало, что Каладзе будет переведён обратно в центр обороны. В том сезоне «Милан» занял бы третье место, если бы не футбольный скандал 2006 года, в результате чего с «Милана» сняли 30 очков.
В сезоне 2006/07 в чемпионате Каладзе забил гол в ворота «Сампдории», который стал его единственным мячом в сезоне. «Милан» закончил сезон на четвёртом месте. Каладзе выиграл свой второй титул Лиги чемпионов 23 мая 2007 года после того, как «Милан» победил «Ливерпуль» в финале 2:1, а сам Каладзе вышел на замену на 79-й минуте. Позже в декабре того же года он выиграл клубный чемпионат мира, где в финале «Милан» победил «Бока Хуниорс» со счетом 4:2. В 2001—2003 и 2006 годах Каладзе признавался лучшим футболистом Грузии. В 2003 году почта Грузии выпустила марку в честь футболиста. В составе «россонери» Каладзе выиграл две Лиги чемпионов, стал чемпионом Италии, а также обладателем Кубка, Суперкубка страны, Суперкубка Европы и чемпионом мира среди клубных команд.

### «Дженоа»
31 августа 2010 года, после 9-летнего пребывания в «Милане», Каладзе подписал контракт с «Дженоа» сроком на 2 года. Позже выяснилось, что это был бесплатный трансфер. В сезоне 2010/11 он сыграл 26 матчей и забил один гол в матче против «Пармы» 30 января 2011 года. Он был признан вторым лучшим защитником сезона 2010/11 в Серии А спортивной газетой La Gazzetta dello Sport, уступив лишь своему бывшему товарищу по команде Тиагу Силве. 12 мая 2012 года Каладзе объявил о завершении футбольной карьеры.
2 июня 2013 года состоялся прощальный матч Каладзе, в котором приняли участие известные футболисты, такие как Каннаваро, Тони, Фернанду Коуту, Шота Арвеладзе, Шовковский, Ващук, Мальдини, Фламини, Оддо, Гроссо. На матче присутствовало более 70 000 человек.

## В сборной
Дебютный поединок за сборную Грузии Каладзе провёл в марте 1996 года против Кипра, выйдя на 72-й минуте на замену Михаилу Кавелашвили. Год спустя он был вызван в сборную Грузии на матч со сборной Ливана. Дебют в официальном матче состоялся 14 июня 1997 года в матче против Польши в отборочном турнире к ЧМ-1998. Каладзе также принял участие в нескольких матчах в отборочном турнире к Евро-2000.
Каладзе участвовал во всех матчах отборочного турнира к ЧМ-2002. После того, как был похищен родной брат футболиста, Каладзе грозил уйти из сборной, но в итоге изменил своё решение. Каладзе также участвовал во всех отборочных матчах к Евро-2004 и ЧМ-2006. Свой единственный гол за сборную Каладзе забил 6 февраля 2008 года в товарищеском матче против Латвии, который сборная Грузии проиграла со счетом 3:1. В 2009 году в матче Грузия — Италия забил 2 гола в свои ворота, что позволило выиграть Италии со счётом 2:0. 11 декабря 2011 года Каладзе объявил, что завершил карьеру в составе национальной сборной.

## Стиль игры
Каладзе отличался универсальностью и был способен занять любую позицию на поле. Кроме игры в обороне, мог сыграть в полузащите, в центре и на фланге. Среди его достоинств были жёсткий отбор мяча, первый пас, подключение из глубины поля и завершение атак точным ударом. Выступая в «Милане» рядом с такими мастерами игры в обороне, как Паоло Мальдини и Алессандро Неста, Каладзе постоянно совершенствовал своё мастерство, став одним из лидеров обороны «россонери».

## Статистика выступлений
| Клуб             | Сезон            | Национальная лига | Национальная лига | Национальный кубок | Национальный кубок | Еврокубки | Еврокубки | Другие турниры | Другие турниры | Итого | Итого |
| Клуб             | Сезон            | Матчи             | Голы              | Матчи              | Голы               | Матчи     | Голы      | Матчи          | Голы           | Матчи | Голы  |
| ---------------- | ---------------- | ----------------- | ----------------- | ------------------ | ------------------ | --------- | --------- | -------------- | -------------- | ----- | ----- |
| Динамо (Тбилиси) | 1993/94          | 9                 | 1                 | —                  | —                  | —         | —         | —              | —              | 9     | 1     |
| Динамо (Тбилиси) | 1994/95          | 23                | 0                 | —                  | —                  | —         | —         | —              | —              | 23    | 0     |
| Динамо (Тбилиси) | 1995/96          | 23                | 0                 | —                  | —                  | 1         | 0         | —              | —              | 24    | 0     |
| Динамо (Тбилиси) | 1996/97          | 12                | 0                 | —                  | —                  | 4         | 0         | —              | —              | 16    | 0     |
| Динамо (Тбилиси) | 1997/98          | 15                | 0                 | —                  | —                  | 7         | 0         | —              | —              | 22    | 0     |
| Динамо (Тбилиси) | Итого            | 82                | 1                 | —                  | —                  | 12        | 0         | —              | —              | 94    | 1     |
| Динамо (Киев)    | 1997/98          | 13                | 2                 | 6                  | 1                  | —         | —         | —              | —              | 19    | 3     |
| Динамо (Киев)    | 1998/99          | 25                | 3                 | 2                  | 0                  | 12        | 1         | —              | —              | 39    | 4     |
| Динамо (Киев)    | 1999/2000        | 25                | 1                 | 2                  | 0                  | 14        | 1         | —              | —              | 41    | 2     |
| Динамо (Киев)    | 2000/01          | 8                 | 0                 | —                  | —                  | 7         | 1         | —              | —              | 15    | 1     |
| Динамо (Киев)    | Итого            | 71                | 6                 | 10                 | 1                  | 33        | 3         | —              | —              | 114   | 10    |
| Милан            | 2000/01          | 17                | 3                 | 1                  | 0                  | —         | —         | —              | —              | 18    | 3     |
| Милан            | 2001/02          | 30                | 4                 | 5                  | 0                  | 11        | 0         | —              | —              | 46    | 4     |
| Милан            | 2002/03          | 27                | 0                 | 4                  | 1                  | 15        | 0         | —              | —              | 46    | 1     |
| Милан            | 2003/04          | 6                 | 0                 | 3                  | 0                  | 1         | 0         | 1              | 0              | 11    | 0     |
| Милан            | 2004/05          | 19                | 2                 | 2                  | 0                  | 5         | 0         | —              | —              | 26    | 2     |
| Милан            | 2005/06          | 28                | 2                 | 4                  | 0                  | 11        | 0         | —              | —              | 43    | 2     |
| Милан            | 2006/07          | 18                | 1                 | 1                  | 0                  | 7         | 0         | —              | —              | 26    | 1     |
| Милан            | 2007/08          | 32                | 0                 | —                  | —                  | 8         | 0         | 2              | 0              | 42    | 0     |
| Милан            | 2008/09          | 11                | 0                 | 1                  | 0                  | 4         | 0         | —              | —              | 16    | 0     |
| Милан            | 2009/10          | 6                 | 0                 | 2                  | 0                  | 2         | 0         | —              | —              | 10    | 0     |
| Милан            | Итого            | 194               | 12                | 23                 | 1                  | 64        | 0         | 3              | 0              | 284   | 13    |
| Дженоа           | 2010/11          | 26                | 1                 | 2                  | 0                  | 0         | 0         | —              | —              | 28    | 1     |
| Дженоа           | 2011/12          | 27                | 0                 | 1                  | 1                  | 0         | 0         | —              | —              | 28    | 1     |
| Дженоа           | Итого            | 53                | 1                 | 3                  | 1                  | 0         | 0         | —              | —              | 56    | 2     |
| Всего за карьеру | Всего за карьеру | 370               | 20                | 36                 | 3                  | 109       | 3         | 3              | 0              | 548   | 26    |

### Статистика в сборной
| Год   | Матчи | Голы |
| ----- | ----- | ---- |
| 1996  | 3     | 0    |
| 1997  | 3     | 0    |
| 1998  | 8     | 0    |
| 1999  | 7     | 0    |
| 2000  | 3     | 0    |
| 2001  | 7     | 0    |
| 2002  | 2     | 0    |
| 2003  | 2     | 0    |
| 2004  | 5     | 0    |
| 2005  | 10    | 0    |
| 2006  | 4     | 0    |
| 2007  | 6     | 0    |
| 2008  | 4     | 1    |
| 2009  | 4     | 0    |
| 2010  | 7     | 0    |
| 2011  | 8     | 0    |
| Итого | 83    | 1    |

## Достижения

### Командные
«Динамо» (Тбилиси)
- Чемпион Грузии (4): 1993/94, 1994/95, 1995/96, 1996/97
- Обладатель Кубка Грузии (4): 1993/94, 1994/95, 1995/96, 1996/97

«Динамо» (Киев)
- Чемпион Украины (3): 1997/98, 1998/99, 1999/00
- Обладатель Кубка Украины (3): 1997/98, 1998/99, 1999/00
- Обладатель Кубка чемпионов Содружества (2): 1997, 1998

«Милан»
- Чемпион Италии: 2003/04
- Обладатель Кубка Италии: 2002/03
- Обладатель Суперкубка Италии: 2004
- Победитель Лиги чемпионов УЕФА (2): 2002/03, 2006/07
- Победитель Суперкубка УЕФА: 2003, 2007
- Победитель Клубного чемпионата мира: 2007

Итого за карьеру : 24 трофея

### Личные
- Футболист года в Грузии (4): 2001, 2002, 2003, 2006
- Введён в зал славы клуба «Милан»[41]

## Политическая карьера
Каладзе активно занялся политикой Грузии и вступил в ряды оппозиционного тогда движения «Грузинская мечта», основанного миллиардером Бидзиной Иванишвили в феврале 2012 года. Он был избран в парламент Грузии 1 октября 2012 года. Он занял посты вице-премьера и министра энергетики Грузии 25 октября 2012 года. Назначение было встречено со скептицизмом.
Осенью 2017 года баллотировался на пост мэра Тбилиси. По итогам состоявшегося 21 октября голосования набрал более 50 % голосов и победил в первом туре. В 2021 году переизбрался на второй срок.
В январе 2022 года по распоряжению мэрии в посёлке Орхеви были снесены несколько строений, которые власти квалифицировали как незаконные постройки на государственной земле. Каха Каладзе заявил, что снос был произведён после неоднократных предупреждений и что город не допустит самовольного захвата земель. В свою очередь, правозащитные организации назвали действия мэрии «репрессивной мерой» против бездомных в зимний период.

## Бизнес
Ещё в период активной футбольной карьеры Каладзе вкладывал инвестиции в Грузии, Италии, Украине и Казахстане. Каладзе владеет «Kala Capital», инвестиционной компанией с акцентом на энергетические предприятия, созданной в 2008 году в Грузии. Главным исполнителем компании является бывший премьер-министр Грузии Зураб Ногаидели, который в 2010 году был назван «новым прессом Путина для Грузии».
Среди других предприятий Каладзе ресторан «Buddha Bar» в Киеве, который открылся в 2008 году. Каладзе также является владельцем миланского ресторана «Джаннино», основанного в 1899 году Джаннино Бинди. Ресторан был отмечен звездой в «Красном гиде Мишлен».
«Kala Capital» владеет 45 % акций грузинской гидроэнергетической строительной компании «SakHidroEnergoMsheni», акционерного общества, созданного в Грузии в 1998 году. Однако в октябре 2012 года относительно его кандидатуры на пост министра энергетики и природных ресурсов звучали опасения, что может возникнуть конфликт интересов. В отчётах было сказано, что Каладзе может отказаться от министерского портфеля или продать акции «SakHidroEnergoMsheni» в течение 10 дней с момента своего назначения. В ноябре 2012 года «Kala Capital» продал акции «GMC Group», но опасения относительно косвенных коммерческих интересов остаются.

## Личная жизнь
В 2001 году брат Кахи Каладзе, Леван, студент-медик, был похищен в Грузии с целью получения выкупа в размере $ 600 000. Президент Грузии Эдуард Шеварднадзе пообещал: «Мы всё сделаем, чтобы найти его». Несмотря на эту гарантию, Леван лишь раз был показан на видео, у него были завязаны глаза, и он просил о помощи. После похищения Каладзе хотел принять украинское гражданство, но изменил своё решение: «Был момент, когда я думал об окончательном уходе из национальной сборной, но я не мог сделать это из уважения к грузинскому народу и фанатам, которые приходят и дают нам такую поддержку». Примерно четыре года спустя, 6 мая 2005 года, грузинские полицейские обнаружили восемь трупов в регионе Сванетия, было высказано предположение, что среди мёртвых был и Леван. 21 февраля 2006 года после тестов экспертов из ФБР среди погибших был официально идентифицирован Леван. Местные СМИ утверждают, что семья Каладзе оплатила выкуп, хотя другой источник свидетельствует, что отец Каладзе пытался встретиться с похитителями, они, в свою очередь, бежали, так как считали, что за ним следовала полиция. Двое мужчин были приговорены к тюремному заключению за убийство: Давид Асатиани — на 25 лет, и Мераб Амисулашвили — на пять лет.
14 июля 2009 года жена Каладзе, дизайнер Ануки Арешидзе родила первенца в Милане. Супруги назвали своего сына Леваном, в память о брате Каладзе. Всего у пары четверо детей.
Каладзе принимает активное участие в благотворительных акциях и является послом ФИФА в Детских деревнях SOS. Благодаря своему «Kala Foundation» (благотворительной организации, созданной в 2008 году), Каладзе собрал € 50 000 для беженцев из Южной Осетии во время войны в Грузии в 2008 году. Каладзе также планировал выпустить автобиографию, вырученные средства с которой должны пойти в «Kala Foundation».